# دولت خودمختار ترک قبرس
دولت خودمختار ترک قبرس (به ترکی: Otonom Kıbrıs Türk Yönetimi) نام دولتی بود که توسط ترک‌های قبرس در قبرس شمالی امروزی بلافاصله پس از تهاجم ترکیه به قبرس در سال ۱۹۷۴ تأسیس شد.

## رویکرد
اولین "کمیته اجرایی" دولت در ۲۶ اوت ۱۹۷۴ کار خود را آغاز کرد، اما دولت به طور رسمی در ۱ اکتبر ۱۹۷۴ تأسیس شد. تصمیم برای ایجاد آن "به دلیل بازتاب سیاسی تغییرات اجتماعی گسترده در جزیره ضروری بود". کمیته اجرایی در ۸ اکتبر ۱۹۷۴ توسط اولین کابینه ترک قبرس جایگزین شد. دولت قبرس شمالی را تا ۲۰ دسامبر ۱۹۷۴ تحت وضعیت اضطراری نگه داشت.
حکومت اسماً تحت جمهوری قبرس خودمختار بود و قانون اساسی این جمهوری در حال اجرا بود. رئوف دنکتاش، رئیس‌جمهور، با اشاره به سمت معاون رئیس‌جمهوری که برای ترک‌های قبرس در این جمهوری اختصاص دارد، «معاون رئیس‌جمهور و رئیس اداره خودمختار ترک‌های قبرس» خوانده می‌شد. اعضای مجلس نیز به نمایندگی از مناطقی مانند پافوس که اکنون در جنوب بودند، سمت های قبلی خود را حفظ کردند.
طی سه ماه پس از تأسیس، دولت چهار وزارتخانه جدید را برای برآورده ساختن خواسته ها ایجاد کرد، این وزارتخانه ها عبارتند از: وزارت نیرو، وزارت برنامه ریزی و هماهنگی، وزارت امور مهاجرین و احیا و وزارت گردشگری.
به گفته اندرو بوروویک، عملکرد فوری دولت به دلیل حضور نظامی سنگین در قلمرو آن با مانع مواجه شد. در ۳۰ اوت، زمانی که دولت اخیراً به طور غیررسمی تأسیس شده بود، طبق گزارش ها، ۱۷ جاده بین فاماگوستا و نیکوزیا وجود داشت.